# Bańdzioch Kominiarski
Bańdzioch Kominiarski – jaskinia w Dolinie Kościeliskiej i Dolinie Lejowej w Tatrach Zachodnich. Jest jedną z największych jaskiń w Tatrach. Zajmuje piąte miejsce pod względem długości i trzecie miejsce pod względem deniwelacji w Polsce. Niektóre części jaskini są słabo zbadane i udokumentowane. Długość odkrytych korytarzy wynosi (grudzień 2020) 10010 metrów, a deniwelacja 562 metry. Ma dwa otwory wejściowe:
- dolny (główny), na wysokości 1456 m w północnym zboczu masywu Kominiarskiego Wierchu, w Żeleźniakowym Wierchu ponad żlebem Żeleźniak spadającym do Doliny Kościeliskiej,
- górny na wysokości 1683 m w północnym zboczu Kominiarskiego Wierchu ponad żlebem Zabijak spadającym do Doliny Lejowej[3].

W gwarze podhalańskiej bańdzioch oznacza brzuch, a w Tatrach kocioł. Odkrywcy jaskini użyli tego słowa do jej nazwania.

Plan jaskini Bańdzioch Kominiarski

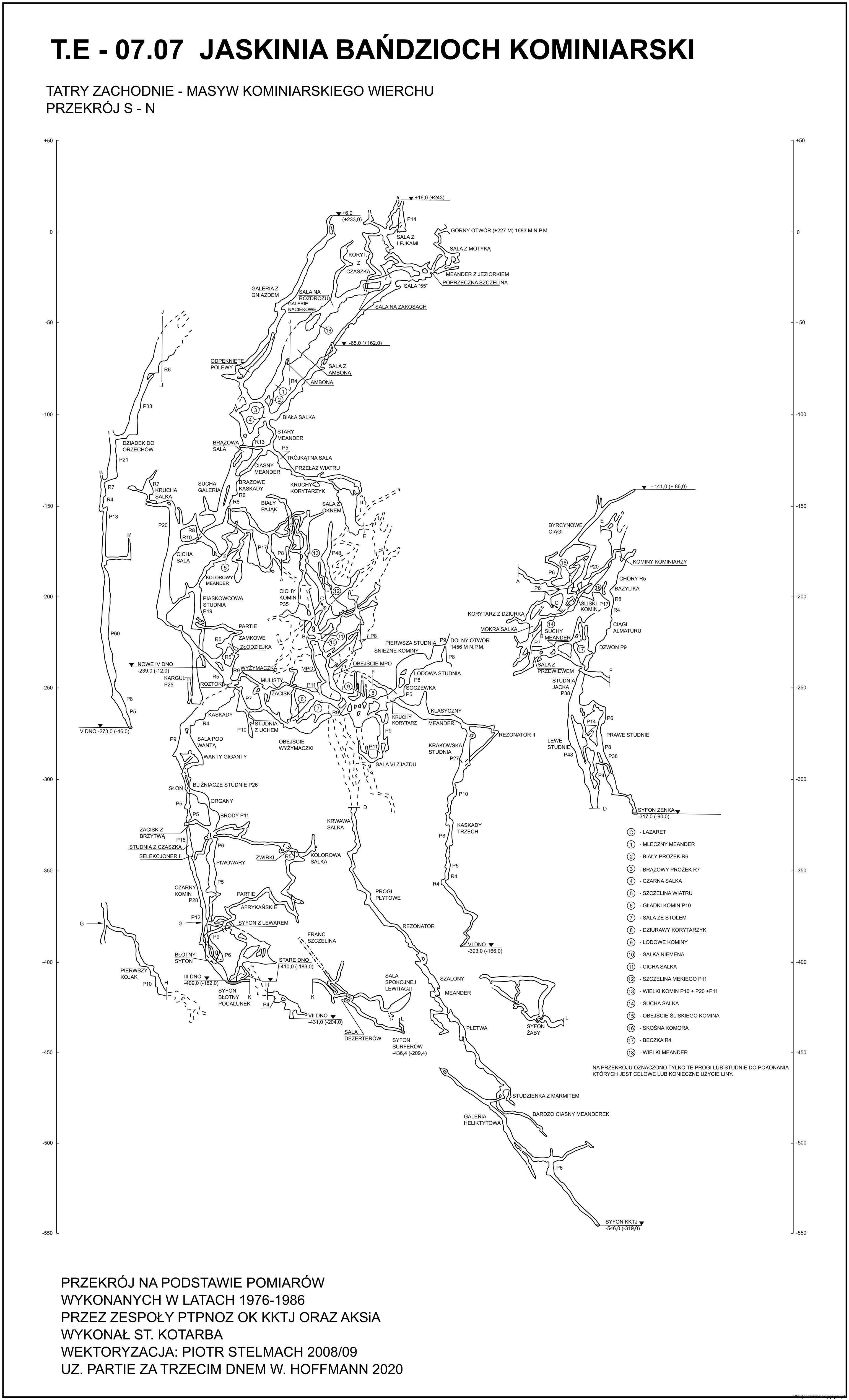
Przekrój jaskini N-S

## Opis jaskini
Układ korytarzy i studni jaskini jest dosyć skomplikowany. Brak w niej jednego ciągu głównego, samych miejsc które uważa się za dno jest siedem. Dla przejrzystości opisu przyjmijmy, że ciąg główny prowadzi z dolnego otworu do Starego Dna.
Dolny otwór jaskini zaczyna się I Studnią prowadzącą do sali wstępnej, gdzie zaczyna się II Studnia (Lodospad). Następnie jest III Studnia, Kruchy Korytarz i kolejna studnia opadająca do Sali VI Zjazdu (18 × 7,5 metra). Stąd poprzez Dziurawy Korytarz i pochylnię (w bok odchodzi odnoga do Lodowych Kominów) dochodzi się do Sali za Stołem. W górę odchodzą stąd kominy do partii nad kominami MPO. Do Starego Dna idą dwa korytarze: górna przez Wyżymaczkę i dolna przez Studnię z Uchem. Idąc przez Wyżymaczkę, przechodzi się przez salę Roztoki (odchodzą stąd korytarze do VII Dna, Starego Dna, Partii Afrykańskich, studni Kargula, górnego otworu oraz Partii Zamkowych) i dochodzi się do skalnego mostu, gdzie korytarz łączy się z dolnym korytarzem z Sali za Stołem. Z Roztok, idąc w kierunku Starego Dna, dochodzi się do Sali pod Wantą (odchodzi stąd Ciąg Bliźniaczych Studni). Stąd korytarz poprzez Wanty Giganty i studnię prowadzi do Sali Brody (odchodzi stąd korytarz do Partii Afrykańskich). Dalej poprzez studnię Piwowary dochodzi się do rozdroża. W prawo studzienka prowadzi do VII Dna, w lewo poprzez Syfon z Lewarem i zaciski korytarz prowadzi do Starego Dna (−410,5 metra). Tu korytarz kończy się ciasnymi szczelinami.
Nad kominami MPO. Ciąg studni i korytarzy odchodzących w górę powyżej kominów MPO. Kominy prowadzą do Salki Niemena, skąd można dostać się do Szczeliny Mekkiego i Cichej Salki z Cichym Kominem. Stąd dojść można do Sali Lazaret, kolejnego punktu węzłowego jaskini. W górę prowadzi Wielki Komin prowadzący do tzw. Górnych Partii Jaskini, a także poprzez Szczelinę Wiatru do Partii Krakowskich. Inna droga prowadzi do Śliskiego Komina i Byrcynowych Ciągów. Znad Śliskiego Komina poprzez Skośną Komorę (odchodzą stąd Ciągi Almaturu) można zjechać na dno Bazyliki – jednej z największych sal jaskini (6 × 6 metrów). Stąd odchodzą korytarze do Partii Krakowskich, w kierunku Nowego Dna, Syfonu KKTJ, VI Dna oraz Prawych Studni i Syfonu Zenka.
Partie Zamkowe. Odchodzą od sali Roztoki. Są tu m.in. Studnia Kargula (boczne odnogi do górnego otworu i IV Dna) i salka Złodziejka.
Ciąg Bliźniaczych Studni. Odchodzi od Sali pod Wantą. Tworzy równoległą do głównego ciągu pętlę korytarzy, łączących się z nim ponownie tuż przed Syfonem z Lewarem. Są tu m.in. Zacisk z Brzytwą, Studnia z Czaszką, Czarny Komin.

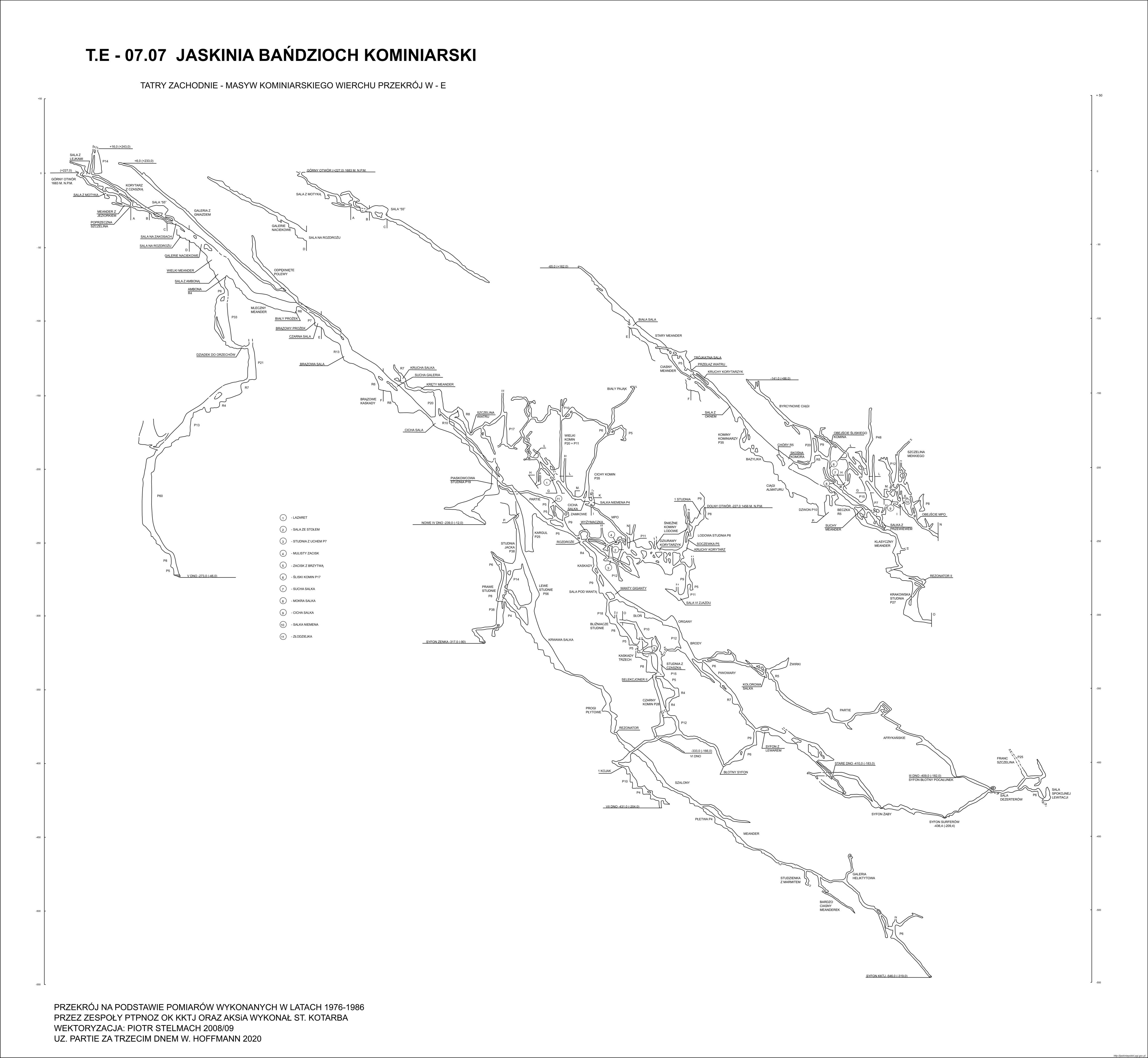
Przekrój jaskini W-E

Partie Afrykańskie. Odchodzą od sali Brody i prowadzą poprzez Kolorową Salkę do III Dna, za którym znajdują się m.in. syfony: Błotny Pocałunek i Surferów.
Partie Krakowskie. Prowadzą do Białego Pająka. Przed odkryciem górnego otworu był to najwyższy znany punkt jaskini (−143 metry).
Nowe Dno i Syfon KKTJ. Z Bazyliki dochodzi się do Studni Dzwon. Stąd odchodzi boczny korytarz do VI Dna (Dno Szaleńców). Główny korytarz poprzez Studnię Jacka (35 metrów) prowadzi do Lewych Studni i Prawych Studni (prowadzą do Syfonu Zenka). Lewe Studnie (system obszernych pionowych kaskad oraz pochylni o łącznej głębokości 48 metrów) prowadzą do Zacisku Rezonator, Szalonego Meandra i Studzienki z Marmitem (w bok odchodzi korytarzyk do Nowego Dna). Stąd poprzez Galerię Heliktytową i Błotne Pochylnie dochodzi się do najniższego miejsca w jaskini – Syfonu KKTJ (−546 metrów).
Górny Otwór. Korytarzem odchodzącym od Studni Kargula można dostać się do Brązowych Kaskad, Białego Prożku (poniżej znajduje się głębokie jeziorko), a następnie do Sali z Amboną (odchodzi stąd odnoga do V Dna). Stąd cały czas w górę poprzez Wielki Meander dojść można do Sali na Zakosach. Korytarz prowadzi dalej przez Salę z Motyką i szereg ciasnych przejść do wąskiego, górnego otworu jaskini.

## Przyroda
Jaskinia ma dosyć bogatą szatę naciekową. Występują tu stalagmity, stalaktyty, draperie i polewy naciekowe. Najwięcej znajduje się ich na odcinku Roztoki – Syfon z Lewarem oraz w Partiach Zamkowych i Wielkim Meandrze (stalagmity do 1,3 metra wysokości). Mleko wapienne występuje w wielu miejscach centralnej części jaskini. Znane są także pojedyncze egzemplarze heliktytów z Galerii Heliktytowej.
Woda występuje w jaskini w formie cieków, licznych kałuż, małych jeziorek oraz w formie syfonów. W lipcu 1982 roku dokonano barwień w ciągu V Dna, a w lipcu 1983 roku w syfonie KKTJ. W obu przypadkach stwierdzono łączność z wywierzyskami przy Hali Pisanej, a śladowe ilości barwnika pojawiły się także w Wywierzysku Chochołowskim.

## Historia odkryć
Jaskinia (dolny otwór) odkryta została 11 lipca 1968 roku przez Czesława Majchrowicza i Janusza Nickowskiego, członków SG AKT Poznań.
W latach 1968–1969 odkryto około 3000 metrów korytarzy i osiągnięto Stare Dno.
W latach 1969–1976 odkryto około 1000 metrów korytarzy i osiągnięto Nowe Dno.
W latach 1976–1978 odkryto około 5000 metrów korytarzy, odkryto górny otwór i osiągnięto deniwelację −546 metrów.
W 1977 r. miało miejsce pierwsze sportowe przejście jaskini od Górnego Otworu do dna (tzw. Dna Poznańskiego) oraz powrót tą samą drogą. Dokonali tego 12 października Andrzej Ciszewski i Wiesław Wilk z Krakowskiego Klubu Taternictwa Jaskiniowego. Uzyskali czas 6 godzin 30 minut, przy czym wychodzenie zajęło im mniej czasu, niż zejście do dna.

W następnych latach odkryto kolejnych kilkaset metrów korytarzy.
W lutym 2009 roku przedostano się za syfon w III Dnie i odkryto ponad 200 metrów nowych (dotychczas jeszcze nieskartowanych) Partii Za Czarnym Lądem.
W styczniu i wrześniu 2019 roku odkryto i skartowano partie za III Dnem.